# 현진 (2000년 11월)
현진(본명: 김현진, 金賢眞, 2000년 11월 15일 ~ )은 대한민국의 가수로, 걸 그룹 이달의 소녀, Loossemble의 멤버이다.

## 생애와 경력
2000년 11월 15일 서울특별시 강동구 둔촌동에서 태어났으며, 오빠로 김현수와 김진수가 있다. 어린 시절 경기도 이천시에서 자랐으며, 이천에서 초등학교를 다녔다. 백사중학교 재학 중, 서울로 돌아가 서울에서 중학교와 고등학교를 다녔다.
2013년에 tvN의 예능 프로그램인 《세 얼간이》에 출연했으며, 이를 계기로 연예 기획사 MBK엔터테인먼트에 들어가서 연습생 생활을 하다가, 블록베리 크리에이티브에 자리잡았다. 2016년 10월 28일, 희진의 뒤를 이어 이달의 소녀의 2번째 멤버로 공개되었다. 11월 17일, 이달의 소녀의 이름으로 솔로 음반 《Hyunjin》(현진)이 발매되었다.
2017년 9월, 이달의 소녀 1/3 멤버인 희진, 하슬과 함께 JTBC의 아이돌 서바이벌 프로그램 믹스나인에 출연하였다. 2018년 1월 마지막회에서 탈락하여 데뷔조에 속하지는 못했다.
2018년 8월 20일, 미니 1집 《[+ +]》(플러스  플러스)를 발매하며 이달의 소녀로 공식적으로 활동을 시작했다.
2023년, 블록베리 크리에이티브와의 전속계약 해지 관련 소송에서 승소하였고, 소속사를 씨티디이엔엠으로 옮겼다.

## 학력
- 백사초등학교 (전학)
- 한내초등학교 (졸업)
- 백사중학교 (전학)
- 서울신남중학교 (전학)
- 한성여자중학교 (졸업)
- 한성여자고등학교 (졸업)

## 출연작

### 예능
- TvN 《세 얼간이》
- MBC 《미스터리 음악쇼 복면가왕》

### 뮤직비디오
- 레이디스 코드 - 《우린 왜 이별하는 걸까?》